# Partit Nacional Independent (Uruguai)
El Partit Nacional Independent (PNI), o Nacionalisme Independent, fou un partit polític de l'Uruguai amb una participació activa durant els anys 1950.
El 1931, com a resultat de les discrepàncies internes del Partit Nacional, un sector es va oposar a Luis Alberto de Herrera i va decidir crear el seu propi partit polític, seguint amb molts dels valors que havien caracteritzat al PN des de la seva fundació el 1836. Tant els militants d'un partit com de l'altre, sempre van reconèixer ser una única unitat política, els "autèntics blancs". No obstant això, durant les eleccions generals del 1954, un grup del PNI liderat per Washington Beltrán Mullin va decidir reintegrar-se al PN.
El 1956, el Nacionalisme Independent juntament amb la Reconstrucció Blanca i el Moviment Popular Nacionalista de Daniel Fernández Crespo, van formar la Unió Blanca Democràtica (UBD).